# Allamont
Allamont est une commune française située dans le département de Meurthe-et-Moselle en région Grand Est. Le village de Dompierre fait partie de la commune.

## Géographie

### Lieux-dits et écarts
- Dompierre, village rattaché à Allamont en 1811.

|                           | Puxe             | Friauville |
| Villers-sous-Pareid Meuse | Allamont         |            |
| Moulotte Meuse            | Labeuville Meuse | Brainville |

### Hydrographie

#### Réseau hydrographique
La commune est dans le bassin versant du Rhin au sein du bassin Rhin-Meuse. Elle est drainée par le Longeau, le ruisseau de la Fontaine des Bussieres et le ruisseau du Pont,.
Le Longeau, d'une longueur de 37 km, prend sa source dans la commune de Hannonville-sous-les-Côtes et se jette  dans l'Yron à Friauville, après avoir traversé 16 communes. 

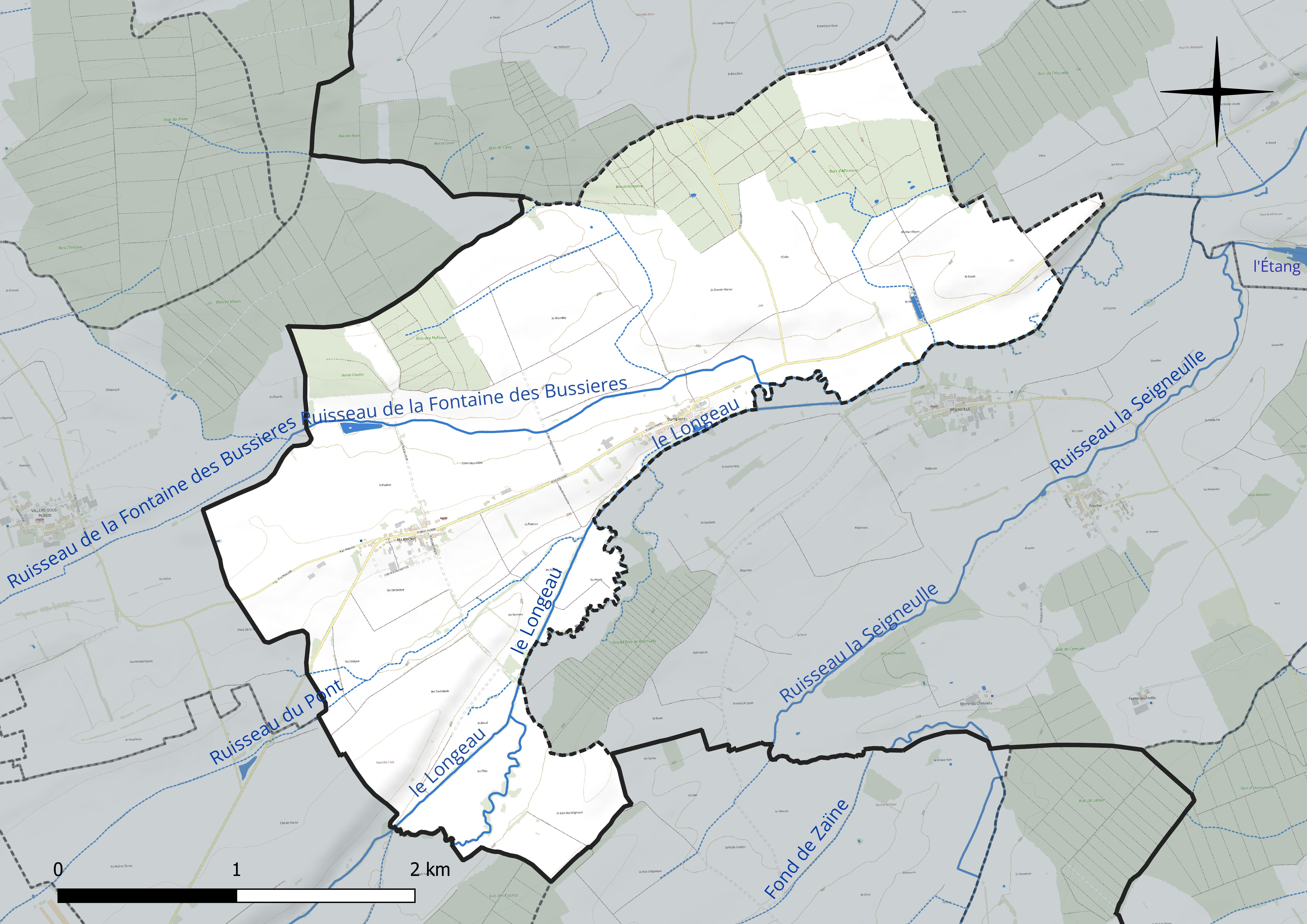
Réseau hydrographique d'Allamont.

#### Gestion et qualité des eaux
Le territoire communal est couvert par le schéma d'aménagement et de gestion des eaux (SAGE) « Bassin ferrifère ». Ce document de planification concerne le périmètre des anciennes galeries des mines de fer, des aquifères et des bassins versants hydrographiques associés qui s’étend sur 2 418 km2. Les bassins versants concernés sont celui de la Chiers en amont de la confluence avec l'Othain, et ses affluents (la Crusnes, la Pienne, l'Othain), celui de l'Orne et ses affluents et celui de la Fensch, le Veymerange, la Kiesel et les parties françaises du bassin versant de l'Alzette et de ses affluents (Kaylbach, ruisseau de Volmerange). Il a été approuvé le 27 mars 2015. La structure porteuse de l'élaboration et de la mise en œuvre est la région Grand Est. 
La qualité des cours d’eau peut être consultée sur un site dédié géré par les agences de l’eau et l’Agence française pour la biodiversité. 

### Climat
Pour des articles plus généraux, voir Climat du Grand Est et Climat de Meurthe-et-Moselle.
En 2010, le climat de la commune est de type climat des marges montargnardes, selon une étude du Centre national de la recherche scientifique s'appuyant sur une série de données couvrant la période 1971-2000. En 2020, Météo-France publie une typologie des climats de la France métropolitaine dans laquelle la commune est dans une zone de transition entre le climat océanique altéré et le climat océanique altéré et est dans la région climatique  Lorraine, plateau de Langres, Morvan, caractérisée par un hiver rude (1,5 °C), des vents modérés et des brouillards fréquents en automne et hiver. 
Pour la période 1971-2000, la température annuelle moyenne est de 9,7 °C, avec une amplitude thermique annuelle de 16,6 °C. Le cumul annuel moyen de précipitations est de 868 mm, avec 12,5 jours de précipitations en janvier et 9,2 jours en juillet. Pour la période 1991-2020, la température moyenne annuelle observée sur la station météorologique de Météo-France la plus proche, « Rouvres-en-woevre », sur la commune de Rouvres-en-Woëvre à 12 km à vol d'oiseau, est de 10,8 °C et le cumul annuel moyen de précipitations est de 668,3 mm. 
La température maximale relevée sur cette station est de 40,2 °C, atteinte le 24 juillet 2019 ; la température minimale est de −15,4 °C, atteinte le 7 février 2012,,. 
Les paramètres climatiques de la commune ont été estimés pour le milieu du siècle (2041-2070) selon différents scénarios d'émission de gaz à effet de serre à partir des nouvelles projections climatiques de référence DRIAS-2020. Ils sont consultables sur un site dédié publié par Météo-France en novembre 2022.

## Urbanisme

### Typologie
Au 1er janvier 2024, Allamont est catégorisée commune rurale à habitat dispersé, selon la nouvelle grille communale de densité à sept niveaux définie par l'Insee en 2022.
Elle est située hors unité urbaine et hors attraction des villes,.

### Occupation des sols
L'occupation des sols de la commune, telle qu'elle ressort de la base de données européenne d’occupation biophysique des sols Corine Land Cover (CLC), est marquée par l'importance des territoires agricoles (84 % en 2018), une proportion identique à celle de 1990 (84 %). La répartition détaillée en 2018 est la suivante : terres arables (55,6 %), prairies (28,4 %), forêts (16 %). L'évolution de l’occupation des sols de la commune et de ses infrastructures peut être observée sur les différentes représentations cartographiques du territoire : la carte de Cassini (XVIIIe siècle), la carte d'état-major (1820-1866) et les cartes ou photos aériennes de l'IGN pour la période actuelle (1950 à aujourd'hui).

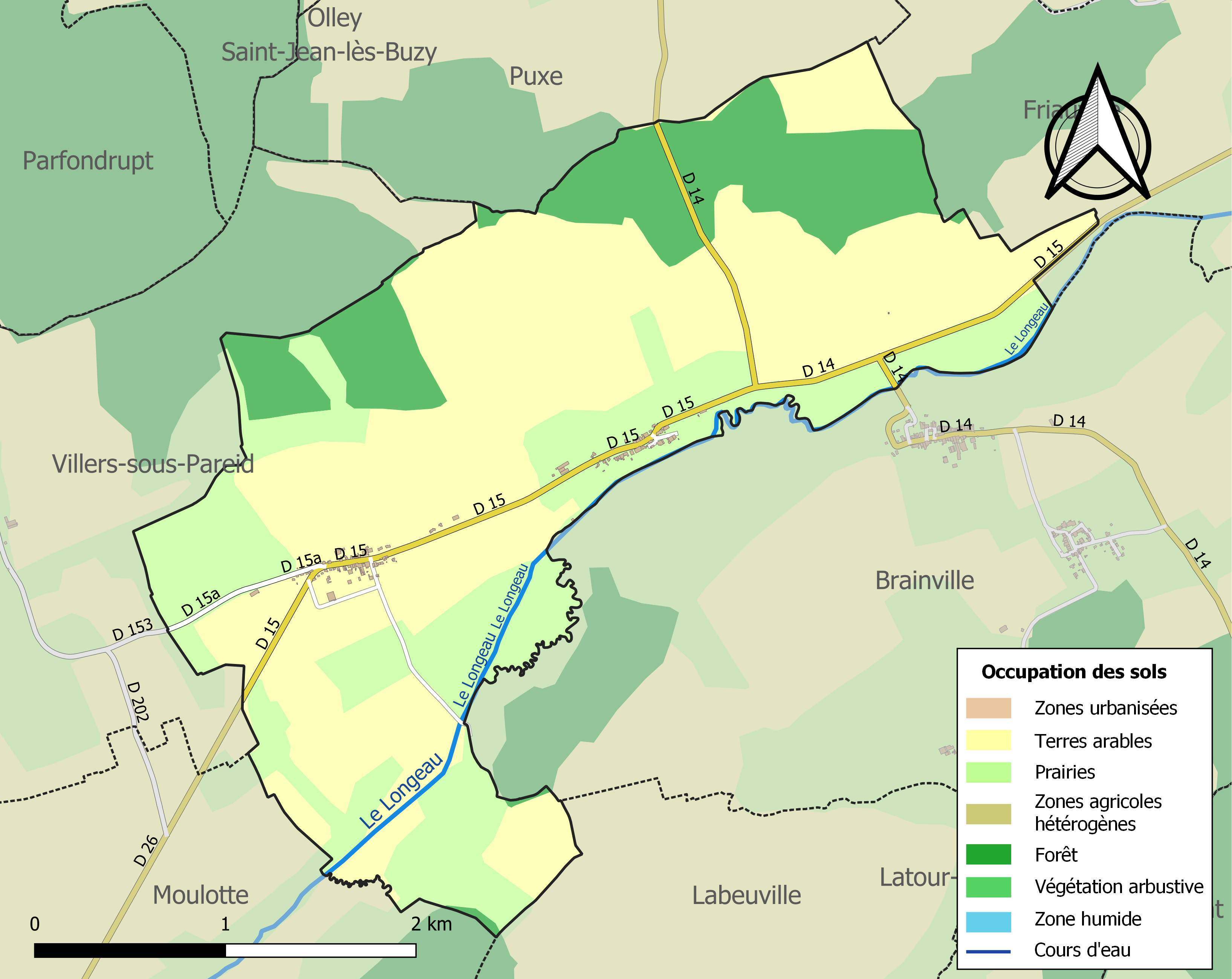
Carte des infrastructures et de l'occupation des sols de la commune en 2018 (CLC).

## Toponymie
Le nom de la localité est attesté sous les formes Elemcurt (893) ; Ecclesia sancti Privati de Alani monte (1194) ; Allamon (xve siècle) ; Aslamont (1594) ; Allamont, Alamont, Allaumont (1626) ; Aulémont (1633) ; Alaumont (1642).

Du nom ethnique Alanus « Alain »  et montem « mont ».

## Histoire
- Au XVIIIe siècle, Allamont fut la propriété de l'ancienne maison de Gourcy l'un de ses membres : Antoine comte de Gourcy sera titré de "comte d'Allamont" et fondera la branche dite de "Gourcy d'Allamont" branche à laquelle appartiendront :
- Pierre Paul comte de Gourcy-Allamont chambellan de l'impératrice et feld maréchal du Saint Empire.
- Francois Joseph comte de Gourcy d'Allamont colonel du régiment de Savoie au service de sa Majesté l'Empereur d'Autriche.
- Pantaléon Joseph comte de Gourcy-Allamont, comte d'Aulnay, chambellan de l'Empereur, colonel général de ses troupes.
- Francois Florimond comte de Gourcy-Allamont capitaine au régiment de Mercy-Argentau gentilhomme de la chambre du roi Stanislas.
- En 1817, Allamont, village de l'ancienne province du Barrois. À cette époque il y avait 170 habitants répartis dans 26 maisons.
- En 1817, Dompierre, village de l'ancienne province du Barrois sur le Longeau. À cette époque il y avait 124 habitants répartis dans 25 maisons.

## Politique et administration

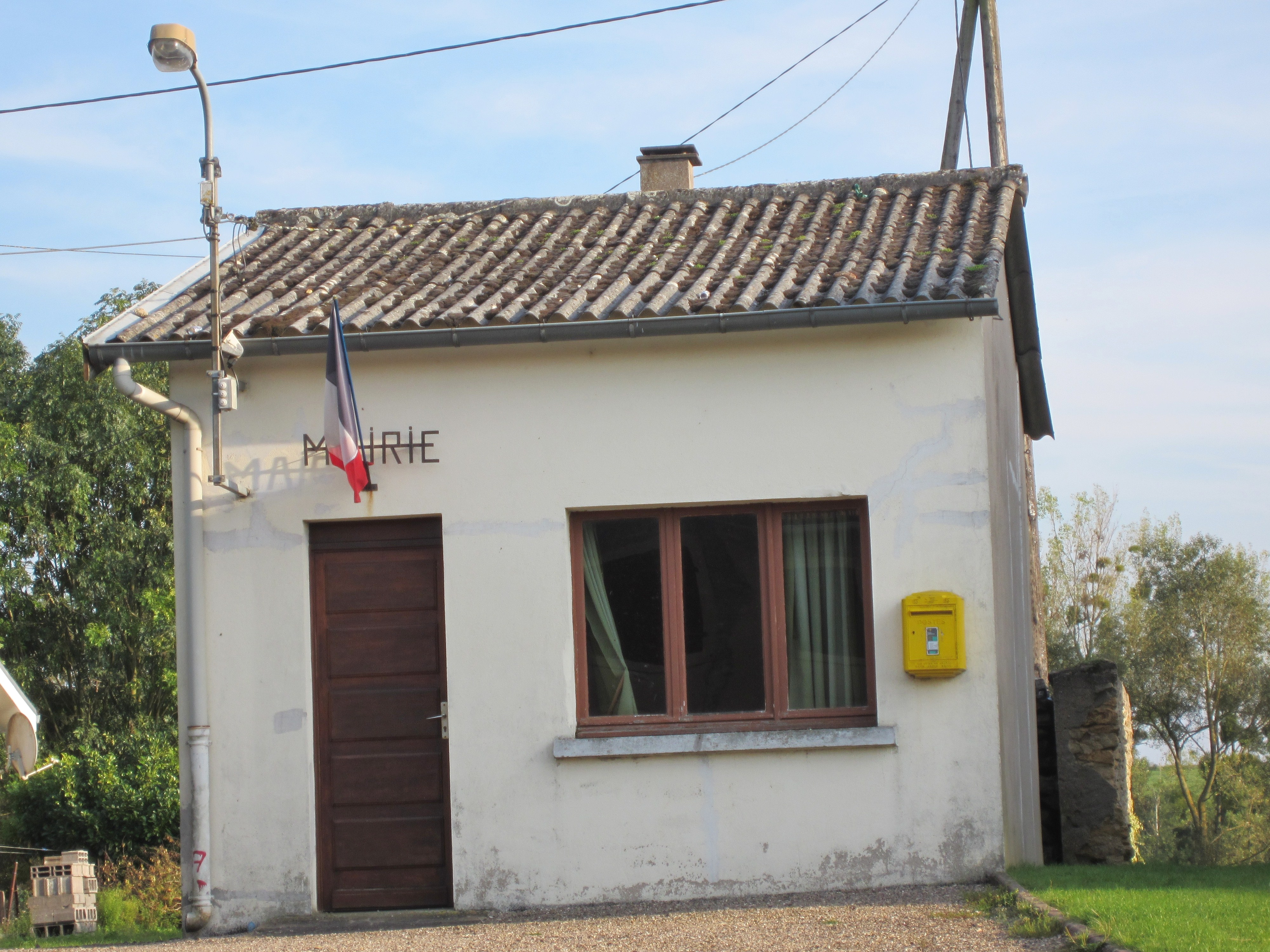
La mairie de Dompierre.

| Période                                  | Période   | Identité            | Étiquette | Qualité                          |
| ---------------------------------------- | --------- | ------------------- | --------- | -------------------------------- |
| Les données manquantes sont à compléter. |           |                     |           |                                  |
| avant 1995                               | mars 2008 | Jean-Luc Pouillion  |           |                                  |
| mars 2008                                | mai 2020  | Lucien Duren        |           | Retraité de la fonction publique |
| mai 2020                                 | En cours  | Jean-Luc Pouillion, |           | Ancien employé                   |

## Population et société

### Démographie
L'évolution du nombre d'habitants est connue à travers les recensements de la population effectués dans la commune depuis 1793. Pour les communes de moins de 10 000 habitants, une enquête de recensement portant sur toute la population est réalisée tous les cinq ans, les populations de référence des années intermédiaires étant quant à elles estimées par interpolation ou extrapolation. Pour la commune, le premier recensement exhaustif entrant dans le cadre du nouveau dispositif a été réalisé en 2007.

En 2022, la commune comptait 159 habitants, en évolution de +0,63 % par rapport à 2016 (Meurthe-et-Moselle : −0,13 %, France hors Mayotte : +2,11 %).
| 1793 | 1800 | 1806 | 1821 | 1836 | 1841 | 1861 | 1866 | 1872 |
| ---- | ---- | ---- | ---- | ---- | ---- | ---- | ---- | ---- |
| 146  | 154  | 174  | 239  | 319  | 349  | 283  | 255  | 264  |

| 1876 | 1881 | 1886 | 1891 | 1896 | 1901 | 1906 | 1911 | 1921 |
| ---- | ---- | ---- | ---- | ---- | ---- | ---- | ---- | ---- |
| 252  | 229  | 229  | 223  | 203  | 192  | 190  | 179  | 154  |

| 1926 | 1931 | 1936 | 1946 | 1954 | 1962 | 1968 | 1975 | 1982 |
| ---- | ---- | ---- | ---- | ---- | ---- | ---- | ---- | ---- |
| 145  | 145  | 133  | 134  | 148  | 166  | 136  | 124  | 112  |

| 1990 | 1999 | 2006 | 2007 | 2012 | 2017 | 2022 | - | - |
| ---- | ---- | ---- | ---- | ---- | ---- | ---- | - | - |
| 136  | 110  | 124  | 126  | 154  | 158  | 159  | - | - |

## Culture et patrimoine

### Lieux et monuments
- Présence romaine[réf. nécessaire][précision nécessaire].

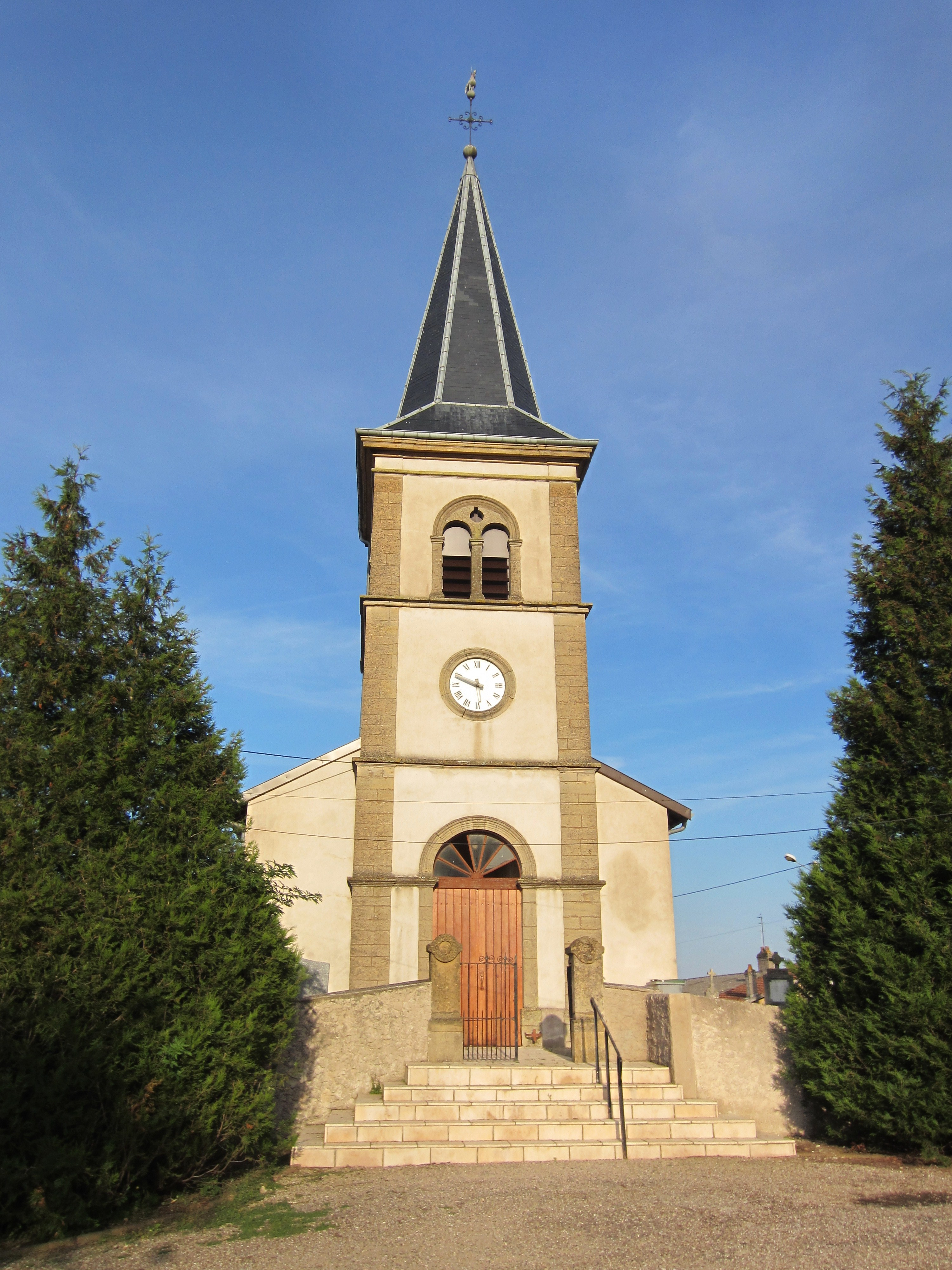
L'église paroissiale Saint-Pierre à Dompierre.

- Église paroissiale Saint-Hilaire à Allamont, construite au XVIIIe siècle
- Église paroissiale Saint-Pierre à Dompierre. Ancienne église fortifiée ; partiellement reconstruite en 1704 ; tour clocher construite en 1858 ; chœur et sans doute nef reconstruits en 1875.
- Deux croix de chemin.

### Personnalités liées à la commune
- Benjamin Pouillion, boxeur professionnel avec plusieurs titres dont celui de champion d’Europe WFCA de K-1.

### Héraldique, logotype et devise
| Blason de Allamont | Blason  | Parti : au 1er de gueules au croissant d'argent, au chef de même chargé d'un lambel de trois pièces d'azur, au 2e d'or à deux clefs d'azur passées en sautoir. |
| Blason de Allamont | Détails | Le statut officiel du blason reste à déterminer. |